# Liste der Kulturdenkmäler in Niedergrenzebach
Die folgende Liste enthält die in der Denkmaltopographie ausgewiesenen Kulturdenkmäler auf dem Gebiet des Ortsteils Niedergrenzebach der  Stadt Schwalmstadt, Schwalm-Eder-Kreis, Hessen.
Hinweis: Die Reihenfolge der Denkmäler in dieser Liste orientiert sich an der Anschrift, alternativ ist sie auch nach der Bezeichnung oder der Bauzeit sortierbar.
Kulturdenkmäler werden fortlaufend im Denkmalverzeichnis des Landes Hessen durch das Landesamt für Denkmalpflege Hessen auf Basis des Hessischen Denkmalschutzgesetzes (HDSchG) geführt. Die Schutzwürdigkeit eines Kulturdenkmals hängt nicht von der Eintragung in das Denkmalverzeichnis des Landes Hessen oder der Veröffentlichung in der Denkmaltopographie ab.

## Niedergrenzebach
| Bild                          | Bezeichnung                                 | Lage                                         | Beschreibung | Bauzeit | Daten |
| ----------------------------- | ------------------------------------------- | -------------------------------------------- | --- | ------- | ----- |
| Gesamtanlage Niedergrenzebach | Gesamtanlage Niedergrenzebach               | Niedergrenzebach Lage                        | |         |       |
| Bild gesucht BW               | Fachwerkwohnhaus Am Backrain 2              | Niedergrenzebach, Am Backrain 2 Lage         | |         |       |
| evangelische Pfarrkirche      | Evangelische Pfarrkirche                    | Niedergrenzebach, Am Dorfbrunnen 3 Lage      | Saalbau mit östlichem und westlichem dreiseitigem Schluss, das Innere längsorientiert und Kanzel hinter dem Altar. | 1743    |       |
| Bild gesucht BW               | Ernhaus An der Grenzebach 11                | Niedergrenzebach, An der Grenzebach 11 Lage  | |         |       |
| Bild gesucht BW               | Ehemalige Schule                            | Niedergrenzebach, An der Grenzebach 13 Lage  | |         |       |
| Bild gesucht BW               | Rähmhaus und Fachwerkscheune                | Niedergrenzebach, An der Grenzebach 15 Lage  | |         |       |
| Bild gesucht BW               | Ehemaliges Pfarrhaus                        | Niedergrenzebach, An der Grenzebach 16 Lage  | |         |       |
| Bild gesucht BW               | Ernhaus An der Grenzebach 17                | Niedergrenzebach, An der Grenzebach 17 Lage  | |         |       |
| Bild gesucht BW               | Ernhaus An der Grenzebach 19                | Niedergrenzebach, An der Grenzebach 19 Lage  | |         |       |
| Bild gesucht BW               | Hofanlage An der Grenzebach 21              | Niedergrenzebach, An der Grenzebach 21 Lage  | |         |       |
| Bild gesucht BW               | Ernhaus An der Grenzebach                   | Niedergrenzebach, An der Grenzebach 23 Lage  | |         |       |
| Bild gesucht BW               | Fachwerkrähmbau Brunnenweg                  | Niedergrenzebach, Brunnenweg 2 Lage          | |         |       |
| Bild gesucht BW               | Ernhaus Kirchweg 1                          | Niedergrenzebach, Kirchweg 1 Lage            | |         |       |
| Bild gesucht BW               | Ernhaus Kirchweg 2                          | Niedergrenzebach, Kirchweg 2 Lage            | |         |       |
| Bild gesucht BW               | Hofanlage Knüllwaldstraße 24                | Niedergrenzebach, Knüllwaldstraße 24 Lage    | |         |       |
| Bild gesucht BW               | Wohnhaus einer Hofanlage Knüllwaldstraße 30 | Niedergrenzebach, Knüllwaldstraße 30 Lage    | |         |       |
| Bild gesucht BW               | Fachwerkgebäude Schönborner Straße 1        | Niedergrenzebach, Schönborner Straße 1 Lage  | |         |       |
| Bild gesucht BW               | Ernhaus Schönborner Straße 3                | Niedergrenzebach, Schönborner Straße 3 Lage  | |         |       |
| Bild gesucht BW               | Fachwerkhaus Schönborner Straße 5           | Niedergrenzebach, Schönborner Straße 5 Lage  | |         |       |
| Bild gesucht BW               | Erntennenhaus Schönborner Straße 7          | Niedergrenzebach, Schönborner Straße 7 Lage  | |         |       |
| Bild gesucht BW               | Rähmbau Schönborner Straße                  | Niedergrenzebach, Schönborner Straße 14 Lage | |         |       |
| Bild gesucht BW               | Rähmbau Schützenwaldweg 1                   | Niedergrenzebach, Schützenwaldweg 1 Lage     | |         |       |
| Bild gesucht BW               | Wohnwirtschaftsgebäude Zum Storchennest 2   | Niedergrenzebach, Zum Storchennest 2 Lage    | |         |       |
| Bild gesucht BW               | Hofanlage Zum Storchennest 4                | Niedergrenzebach, Zum Storchennest 4 Lage    | |         |       |